# Кортадерия
Кортаде́рия (лат. Cortaderia) — род многолетних травянистых растений семейства Злаковые.
Название рода происходит от исп. «cortar» — «резать» и было дано из-за заострённых краев листьев растения. 

## Описание

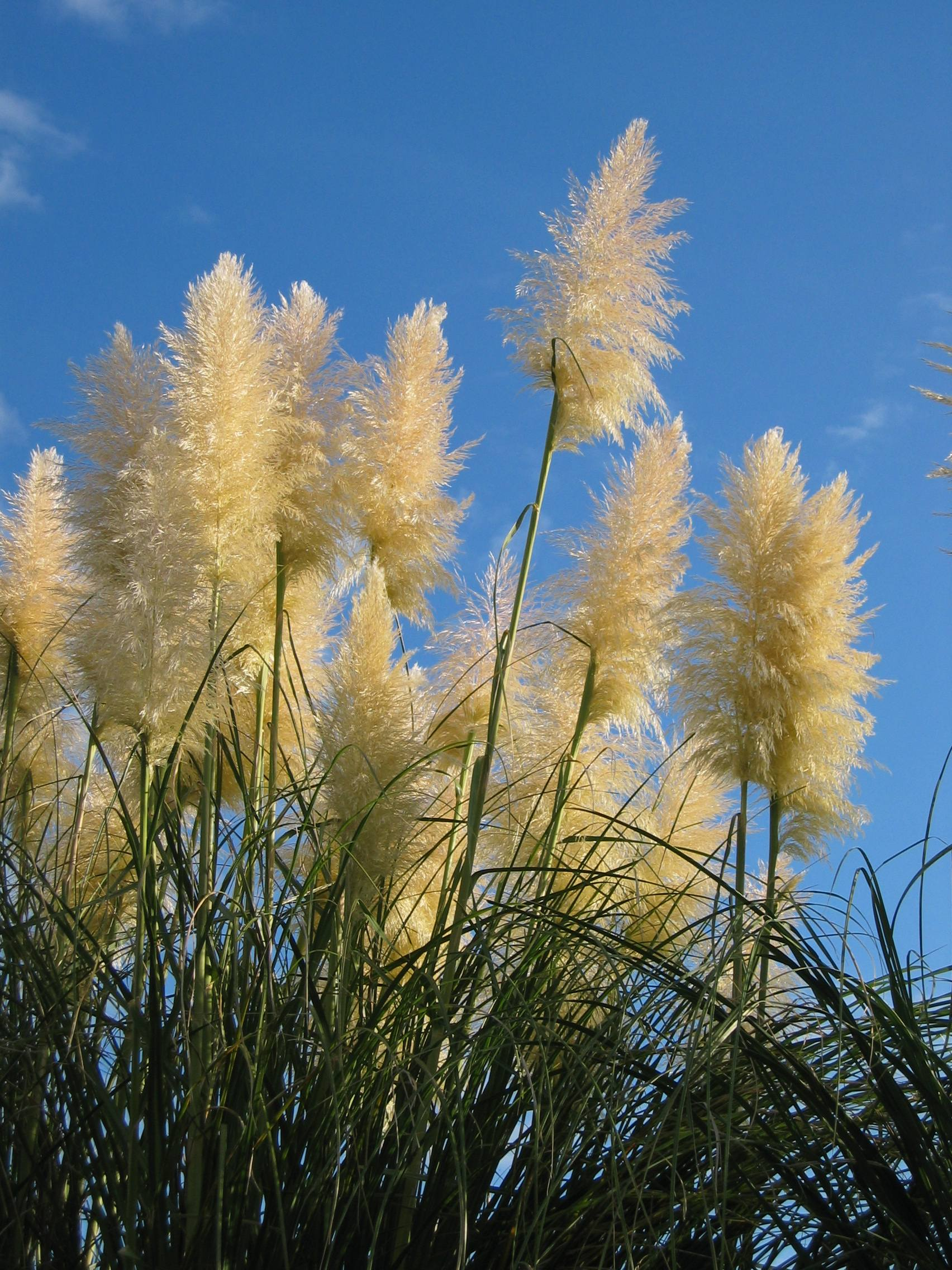
Cortaderia selloana

Высокие растения, с длиной стебля 2—3 метра, образующие очень густые дернины.

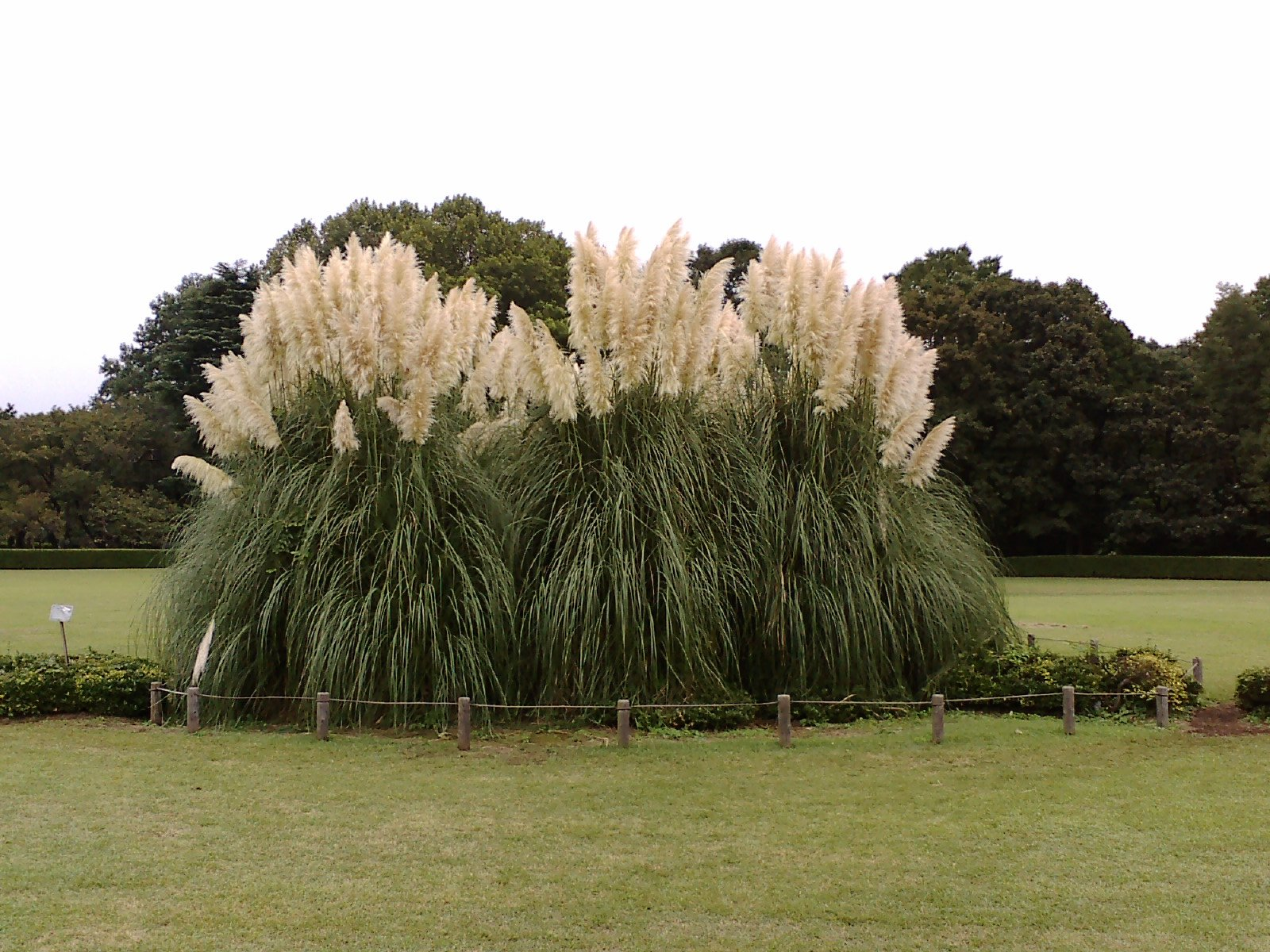
Cortaderia selloana

Листья линейные, длинные, дуговидно отогнутые. Растение двудомное. Соцветие — густая серебристая метёлка длиной 30—50 см. Цветки преимущественно мелкие. Женские опушены длинными шелковистыми волосками, отчего соцветия кажутся серебристо-белыми или розоватыми, мужские — голые. Время цветения с августа по октябрь.
Декоративные растения. Культивируется в Западной Европе и Северной Америке. В садовой культуре используется с Викторианской эпохи. Для этих целей используется только один вид — Cortaderia selloana. В Южной Америке листья растений применяются при изготовлении бумаги.

## Некоторые виды
По информации базы данных The Plant List, род включает 25 видов:
- Cortaderia araucana Stapf
- Cortaderia archboldii (Hitchc.) Connor & Edgar
- Cortaderia atacamensis (Phil.) Pilg.
- Cortaderia bifida Pilg.
- Cortaderia boliviensis M.Lyle
- Cortaderia columbiana (Pilg.) Pilg.
- Cortaderia fulvida (Buchanan) Zotov
- Cortaderia hapalotricha (Pilg.) Conert
- Cortaderia jubata (Lemoine ex Carrière) Stapf
- Cortaderia modesta (Döll) Hack. ex Dusén
- Cortaderia nitida (Kunth) Pilg.
- Cortaderia pilosa (d'Urv.) Hack.
- Cortaderia planifolia Swallen
- Cortaderia pungens Swallen
- Cortaderia richardii (Endl.) Zotov
- Cortaderia roraimensis (N.E.Br.) Pilg.
- Cortaderia rudiuscula Stapf
- Cortaderia selloana (Schult. & Schult.f.) Asch. & Graebn. — Пампасная трава, или Кортадерия двудомная
- Cortaderia sericantha (Steud.) Hitchc.
- Cortaderia speciosa (Nees) Stapf
- Cortaderia splendens Connor
- Cortaderia toetoe Zotov
- Cortaderia turbaria Connor
- Cortaderia vaginata Swallen